# 網絡公審
網絡公審是指自網絡資訊工具，如智能手機流通後，不少民眾當看見社會不公事情時，都會拍照或用文字描述放上各大社交網站任由網民評論是與非，在無形中對被公審者施加輿論壓力。就如交通工具上飲食、優先席等等。不少網民認為，拍照人亦應有責任去阻止或勸說而不是只顧拍照；亦有網民認為能夠讓各大市民因害怕被公審而注重自己言行，達成了監督社會風氣之效。
然而，網絡公審卻不一定能夠公正處理事情，由於不少網民濫用公審，期望能夠藉著公審他人站於道德高地上，因而經常產生不少誤會。例如大眾運輸在車廂設置優先席，純屬優先讓有需要的人坐，卻有不少網民誤會為「專利座」。當看見青年就座時便會拍照放上網路公審，導致經常出現「有位無人坐，有人無位坐」的情況。但網路公審的行為不僅沒有正式的司法效力，若稍有不慎，甚至可能觸犯法律。如網路上對於他人恣意謾罵、批評，就有可能構成誹謗、侮辱等違法行為。

## 網絡公審處理手法
當中不少手法含有網絡欺凌成份，例如起底、改圖、文字辱罵等等，對受害人造成不少心理創傷及壓力，甚至導致受害人自殺。而網絡公審往往只憑批評者個人的主觀喜惡，亦只依靠拍攝者的片面之詞去判斷，不像法庭判案般有客觀而清晰的依據。香港理工大學社會政策研究中心在2015年中進行調查，有近6成受訪者表示不認同「公審」的做法，情況猶如網絡欺凌，所以一般也較為反對這行為。

## 例子
- 2022年6月13日，社會民主黨臺北市議員苗博雅於臺北市議會上，由於質疑市政官員在上班時間使用ptt發布具誤導性的言論，有違反行政中立之嫌，因此要求公務事務官員大聲唸出自己在上班時間上PTT的推文，其後因議員行使職權問題與羞辱公審（可能僅部分人認為如此）臺北市政府公務員與否和臺北市長柯文哲產生衝突，[6]引發輿論批評「網絡公審」、「台灣版文化大革命」，徐巧芯同時也酸苗博雅「我沒有那麼無聊又沒品，沒打算公審公務員要人家唸推文。」[7]。